# Hieroglif írás
A hieroglif és hieroglifikus szavak a hierogliphosz (ógörögül: ἱερογλύφος), illetve ta hierogliphika (ógörögül: τὰ ἱερογλυφικά) kifejezésekből származnak. Jelentésük: szent írás. A hellenisztikus korban ugyanis Egyiptomban már csak jelentősebb állami és vallási épületeken alkalmazták. Hieroglif írásnak nevezzük a képírásos (piktografikus) vagy a képírásból kialakult logografikus írásokat, különösen, ha vallásos jellegű jelekről van szó. Nem hieroglifikus az ékírás. A hieroglifa szó alkalmazása elsősorban az egyiptomi hieroglif íráshoz kötődik, de ezen kívül is vannak hieroglifikus írások. Ilyen a korábban hettita hieroglif írásnak gondolt, valójában a luvi nyelvet közvetítő hieroglif írás. A szakirodalomban szerepel a bübloszi pszeudohieroglifikus írás, az urartui hieroglif írás elnevezés is. Viktor Dracsuk sztyeppi hieroglifákat említ. A hieroglif írások alapvetően szóírások, ebből kifejlődhetett szótag-, illetve betűírás is; az egyiptomi hieroglif írásnak van egy fejlett mássalhangzó-jelkészlete is. Az egyiptomi írás például már az i. e. 3. évezred elején az ábécé összes mássalhangzóját és sok magánhangzóját is külön jelölhette.

## Kialakulása
A hieroglifa egy rajzos szimbólum, eredeti alakjában mindig konkrét tárgyat, élőlényt jelöl (kivéve a számjeleket). Fogalmak leírására az adott tárgyhoz kapcsolódóan alkalmas, például a dzsed oszlop rajza 
| R11 |

 az örökkévalóság és tartósság értelemben olvasandó. Egy-egy logogramma több szó leírására is alkalmas, ezért korán kialakultak a determinatívumok, amelyek azt jelzik, hogy az adott esetben a hieroglifa milyen értelemben, összefüggésben értelmezendő.
Az első ismert hieroglif írások körülbelül egy időben jelentek meg Mezopotámiában és Egyiptomban. A presumer és korai sumer képírás később az írástechnika miatt ékírássá alakult. Azonban még igen késői korokban is megmaradt a képírás néhány alkalommal, amely pontosan olyan módon olvasandó, mint a hieroglif írások általában. Jellegzetes példája Assur-ah-iddína két feliratos köve, a Fekete sztélé és Assur-ah-iddína prizmája. Az utóbbin a szarvkorona–főpap–szent fa–bika/oroszlán–hegy–eke–pálmafa–négyzet rajzok egymásutánisága Aššur + aḫ + iddína - šarru - mātu - Aššur - šarru - kibrāt erbetti szavakkal olvasható, jelentése Assur-ah-iddína (Assur fivért adott nekem), Assur országának királya és a Négy Világtáj (ura).
Az egyiptomi hieroglif írás első emlékei az archaikus korra tehetők, mint a Narmer-paletta, vagy Dzser sziklafeliratai Núbiában. Vitatott, hogy a szerehben megjelenő uralkodónevek mennyiben tekinthetők hieroglif írásnak vagy egyszerű szimbólumoknak. Az első ismert, ilyen módon feliratozott szereh Ka felső-egyiptomi uralkodóé.

## Fejlődése
A hieroglif írás fejlődésének több útja ismert. A történelemben a leghosszabb ideig alkalmazott írásrendszer az óegyiptomi írás, amelynek majdnem négyezer éves története során több koncepcionális változás figyelhető meg. A képregényszerű feliratok szabad rajzai idővel egységesedtek, kialakultak egyezményesen használt piktogramok. Ezeknek formája, elhelyezésük módja is szabványosult, bár teljes történetében megfigyelhető, hogy esztétikai szempontoknak engedve az elrendezés és az azonos jelentésű ábrák alkalmazása változó. Bizonyos esetekben még a jelek sorrendje is módosul, nem kötött, néha komoly fejtörést okozva ezzel az egyiptológusoknak.
A hieroglif írás már Egyiptomban is hamar kurziválódott. Egyszerűbb és papiruszon könnyebben írható jelekké változott, ezt nevezzük hieratikus írásnak mely a Középbirodalom idején már feltűnik falfestményeken és koporsószövegeken is. További fejlődése a démotikus írás megjelenéséhez vezetett, amely már folyóírás, és az eredeti hieroglif jelet a legritkább esetben lehet felismerni benne. Mindhárom írásrendszert párhuzamosan használták, a hieroglif írás a kőfaragványok és egyéb ünnepélyes feliratok készítésére szolgált. Az utolsó egyiptomi hieroglif feliratok a kései Római Birodalomban, a kereszténység korszakában, az 5. században készültek, ezután az óegyiptomi írás teljesen feledésbe merült.

## Anatólia

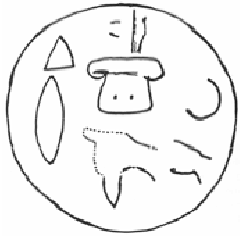
Luvi hieroglifákkal írt pecsét Trója VIIb rétegéből

Anatóliában a luvi nyelv lejegyzésére alkalmazták a luvi hieroglif írást, amely nyelv a hettita egyik ága, de a neszaitól eltérően nem ékírásos. Körülbelül ötszáz piktogrammból állt a jelkészlet, és nincs igazolható kapcsolata sem az egyiptomi hieroglifákkal, sem a hettita ékírással, valószínűleg endemikus képződmény. A késő bronzkor és a korai vaskor írása, az i. e. 14. századtól az i. e. 7. század elejéig használták. Megjelenik Urartu területén is.
Tipikus luvi hieroglifákkal írt szavak:  (á-há/ra-ku),  (tu-ru-za), amelyből az is látszik, hogy a korban párhuzamosan használt hettita ékíráshoz hasonló szótagírásról van szó. Az utóbbi urartui feliratból.

## Közép-Amerika

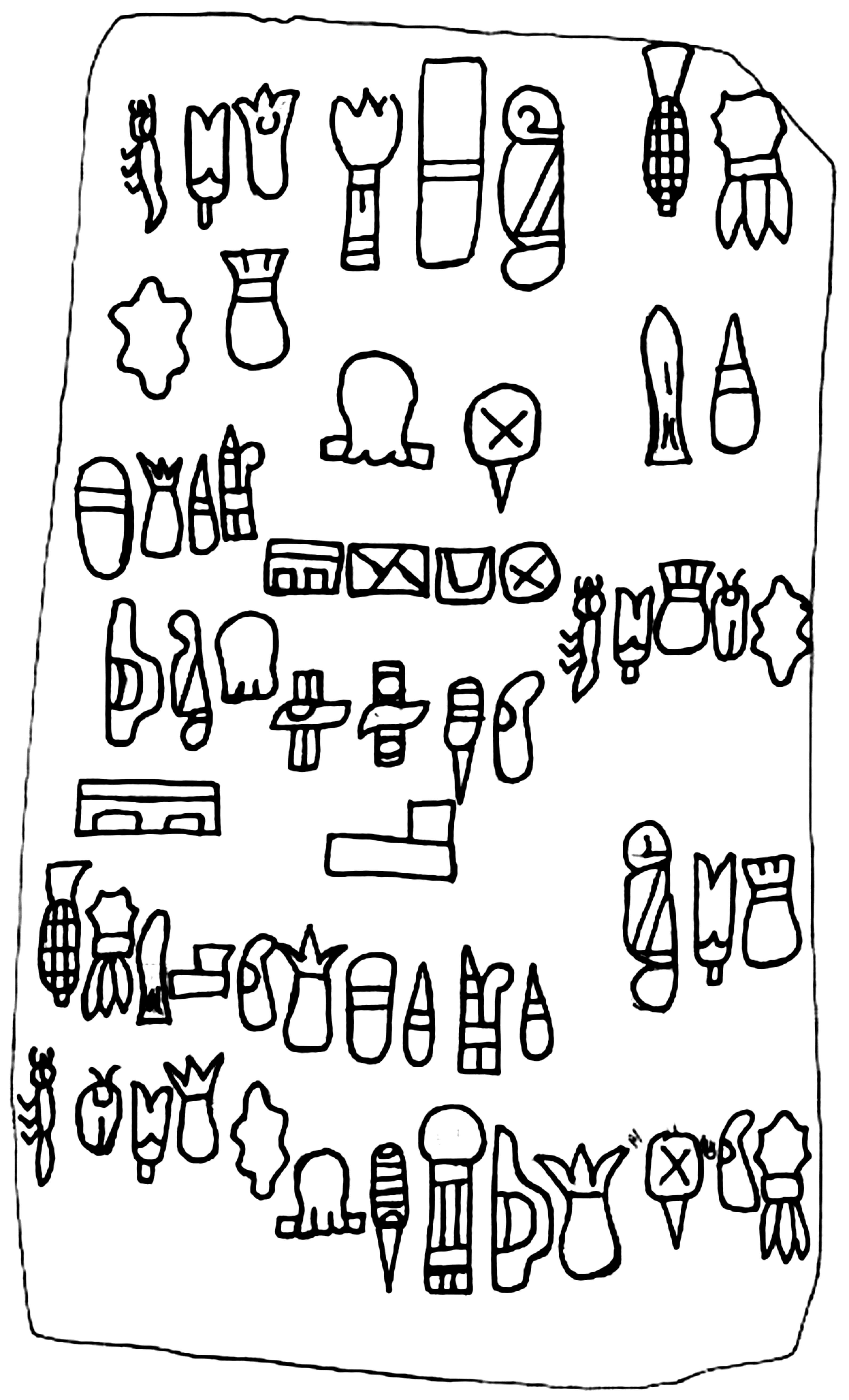
Olmék felirat, a Cascajal-tábla

Közép-Amerikában a maja írás és annak feltehető elődje, az olmék írás használt hieroglif jeleket. Az olmék írás nagyon friss felfedezés, csak az 1990-es évek végén került elő az első olmék felirat, korábban a térség történelmével foglalkozók nem is sejtették, hogy az olmékoknak volt írásbeliségük. Szimbólumaik növények, rovarok, és egyelőre teljesen ismeretlen jelentésűek.

## Kelet-Ázsia

Kínai írásjegyek

Kelet- és Délkelet-Ázsiában a mai napig használják a hieroglifikus írásokat. Mai állapotukban az eredeti kép jel nem nagyon ismerhető fel. Fokozottan áll ez az egyszerűsített írásmódokra.